# جودیت لوئیس هرمن
جودیت لوئیس هرمن (انگلیسی: Judith Lewis Herman؛ زادهٔ ۱۹۴۲ (۸۲–۸۳ سال)) دانشمند در زمینه روان‌پزشک، پژوهشگر، استاد دانشگاه و نویسنده اهل ایالات متحده آمریکا است. پژوهش‌های او بیشتر بر درک و درمان زنا با محارم و استرس‌های آسیب‌زا متمرکز است. وی برندهٔ جوایزی همچون کمک‌هزینه گوگنهایم شده‌است.